# Palazzo Querini Stampalia
Palazzo Querini Stampalia è un palazzo di Venezia, ubicato nel sestiere di Castello, all'estremità sud di Campo Santa Maria Formosa, dove si forma il Campiello Querini. Il palazzo si affaccia su rio di Santa Maria Formosa.

## Storia

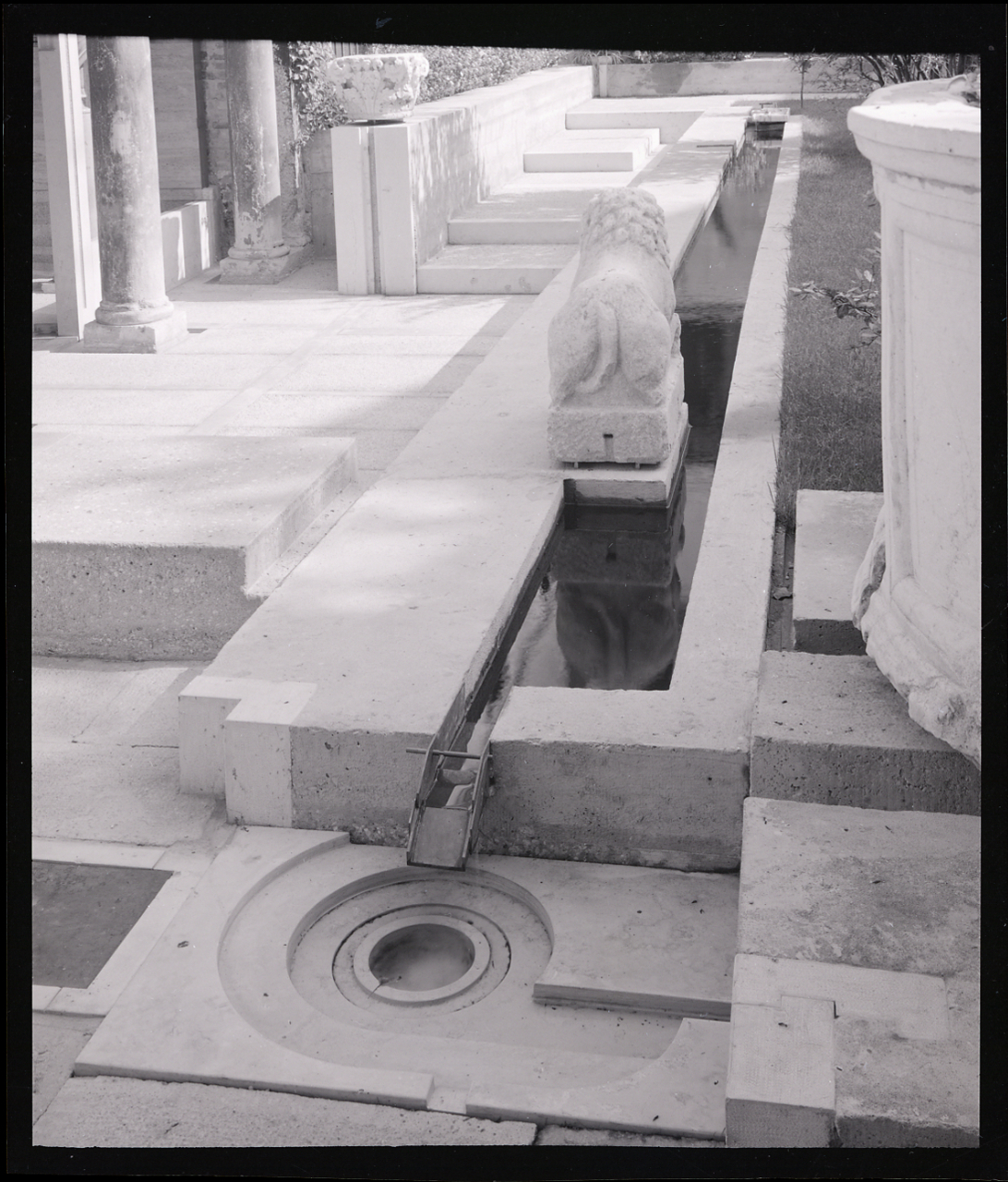
Fontana nel giardino progettato da Carlo Scarpa. Foto di Paolo Monti, 1963.

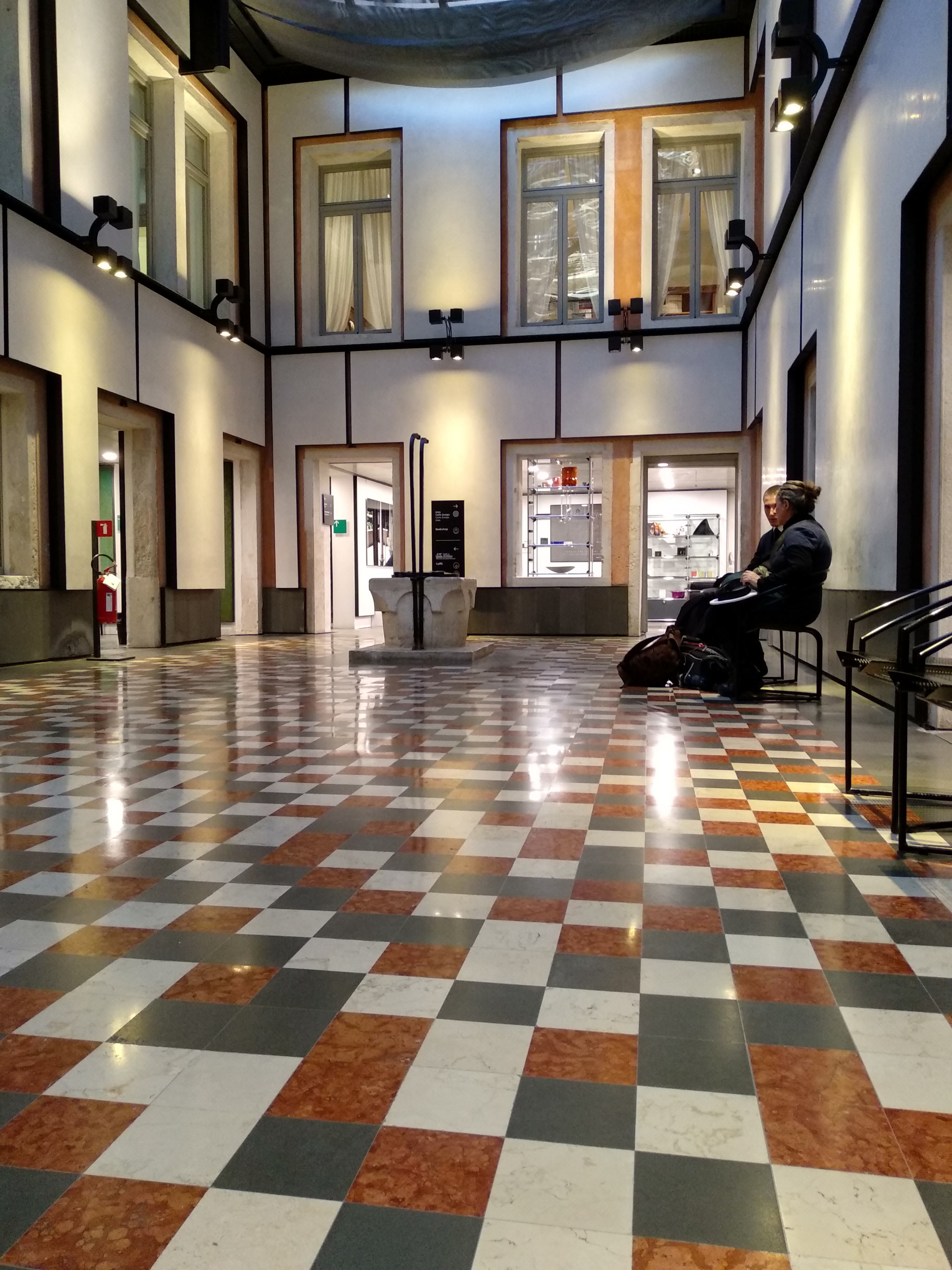
Cortile interno

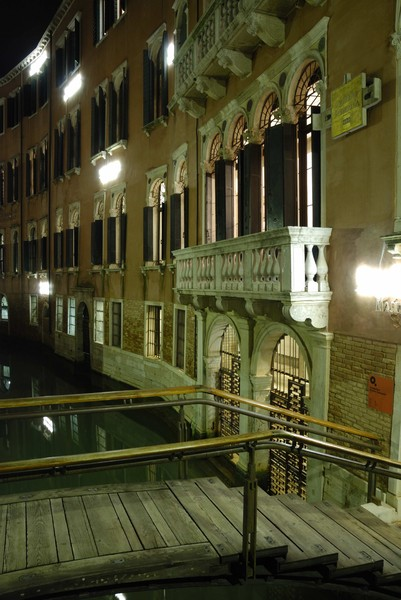
La facciata

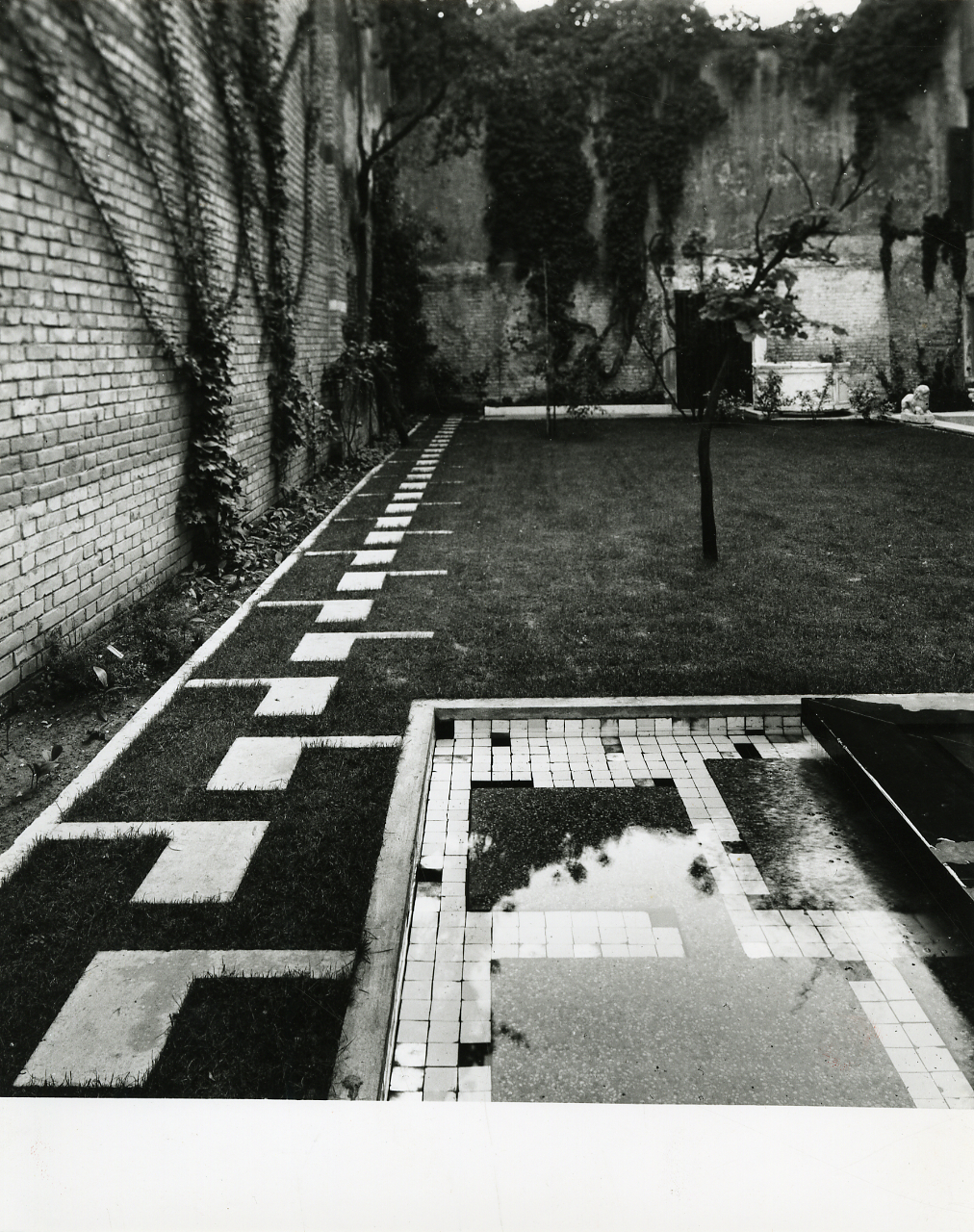
Mosaico di Mario Deluigi nel giardino progettato da Carlo Scarpa. Foto di Paolo Monti, 1963.

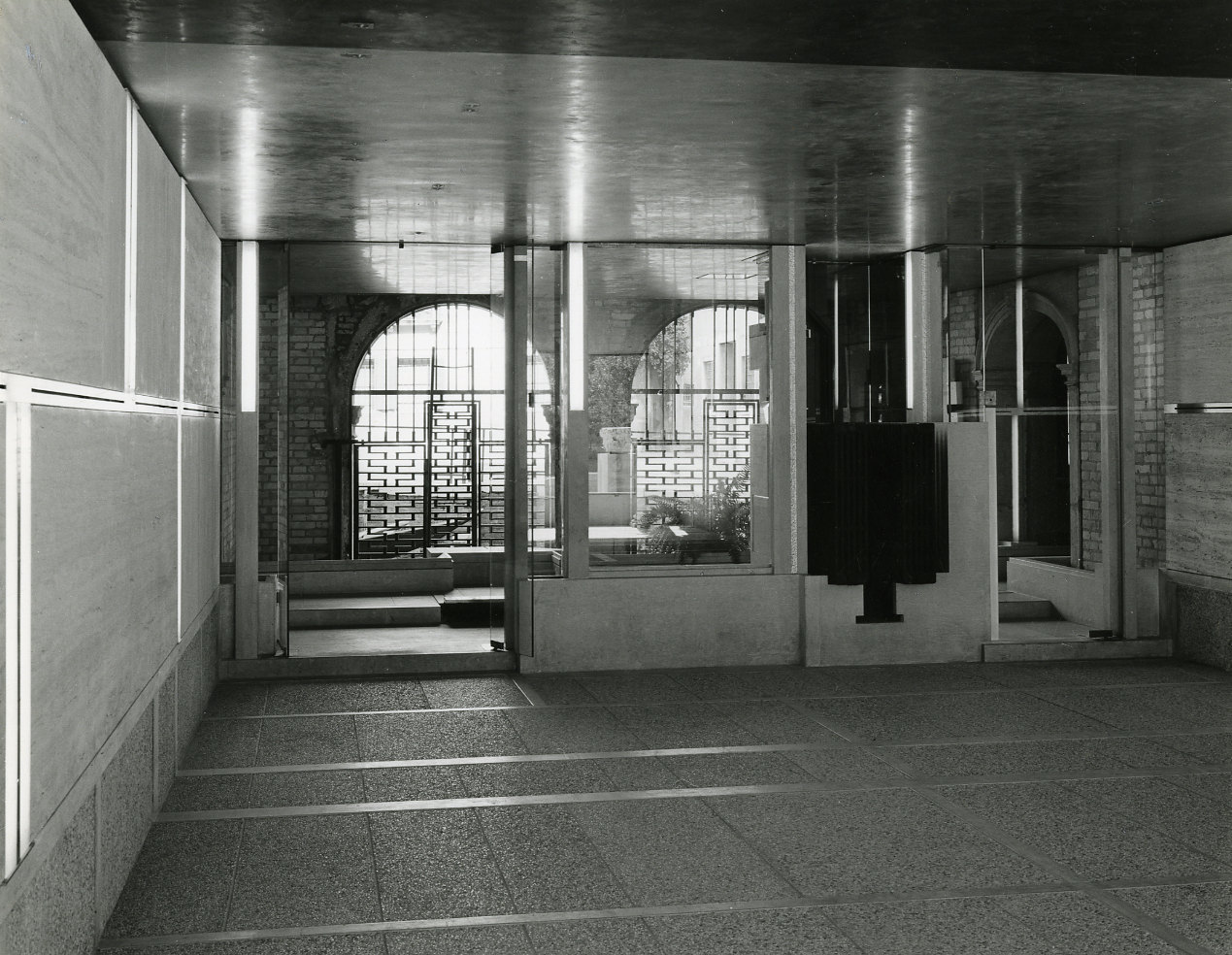
Interni. Foto di Paolo Monti, 1963.

La gloriosa dimora dei Querini Stampalia fu fondata tra il primo e il secondo decennio del XVI secolo, essendo documentata ancora nel 1514 la presenza, dove il palazzo sarebbe sorto, di due piccoli fabbricati distinti, mentre il 3 gennaio 1525 risulta, dai Diarii di Marin Sanudo che nel palazzo si sia tenuta una sfarzosa festa di nozze con il contributo di una compagnia della calza, in occasione del matrimonio di una giovane componente della famiglia con tale Francesco Mocenigo.
Nel corso dei secoli la dimora si è arricchita di abbellimenti e rifacimenti che sono stati comunque eseguiti sempre per gradi, senza un progetto unitario, attraverso interventi parziali. A uno di questi successivi interventi va fatta risalire anche la realizzazione, intorno al 1700, di un ponte che univa il palazzo alla Chiesa di Santa Maria Formosa.
Ulteriori lavori vennero eseguiti tra il 1789 e il 1797 in occasione del matrimonio di Alvise Querini con Maria Teresa Lippomano: il palazzo venne sopraelevato di un piano e, all'interno della camera nuziale, Jacopo Guarana e il figlio Vincenzo eseguirono degli affreschi incorniciati dagli stucchi di Giuseppe Castelli.
Nel corso del XIX secolo non vennero effettuate ulteriori modifiche; il conte Giovanni Querini Stampalia, ultimo componente della famiglia, decise di ritirarsi al primo piano del palazzo, e di affittare l'intero piano nobile al Patriarca di Venezia.
Il conte dispose che alla sua morte (1869) tutti i suoi averi venissero donati alla città di Venezia. Pertanto il palazzo, con tutti i suoi arredi, i quadri e la ricchissima biblioteca, divenne la sede della fondazione da lui istituita nel 1868; la biblioteca venne aperta al pubblico al primo piano, mentre al piano nobile vennero raccolti i dipinti e gli altri oggetti d'arte.
Nel 1949 la Fondazione decise di affidare al noto architetto Carlo Scarpa un restauro di Palazzo Querini, riguardante soprattutto il piano terra, reso inutilizzabile dal frequente fenomeno dell'acqua alta, e il giardino, che si trovava in uno stato di completo abbandono.
Il restauro di Scarpa partì solo dieci anni dopo, con l'eliminazione degli interventi ottocenteschi e il risanamento delle murature. Venne realizzato un nuovo ponte di accesso e venne valorizzato il giardino attraverso la messa a dimora di nuove piante e l'impianto di una piccola fontana.

## Architettura
Non si conosce il nome del progettista: lo stile è molto tradizionale, la facciata è caratterizzata solo da due polifore con balconi rispettivamente al primo e al secondo piano dell'edificio. Si sa comunque che Jacopo Palma il Vecchio venne incaricato di rifinire la "Camera d'oro" nella quale si trovava anche un caminetto in marmo finemente decorato con lo stemma di famiglia, che riprendeva la facciata appena realizzata.

La ristrutturazione di Carlo Scarpa nelle foto di Paolo Monti, 1963
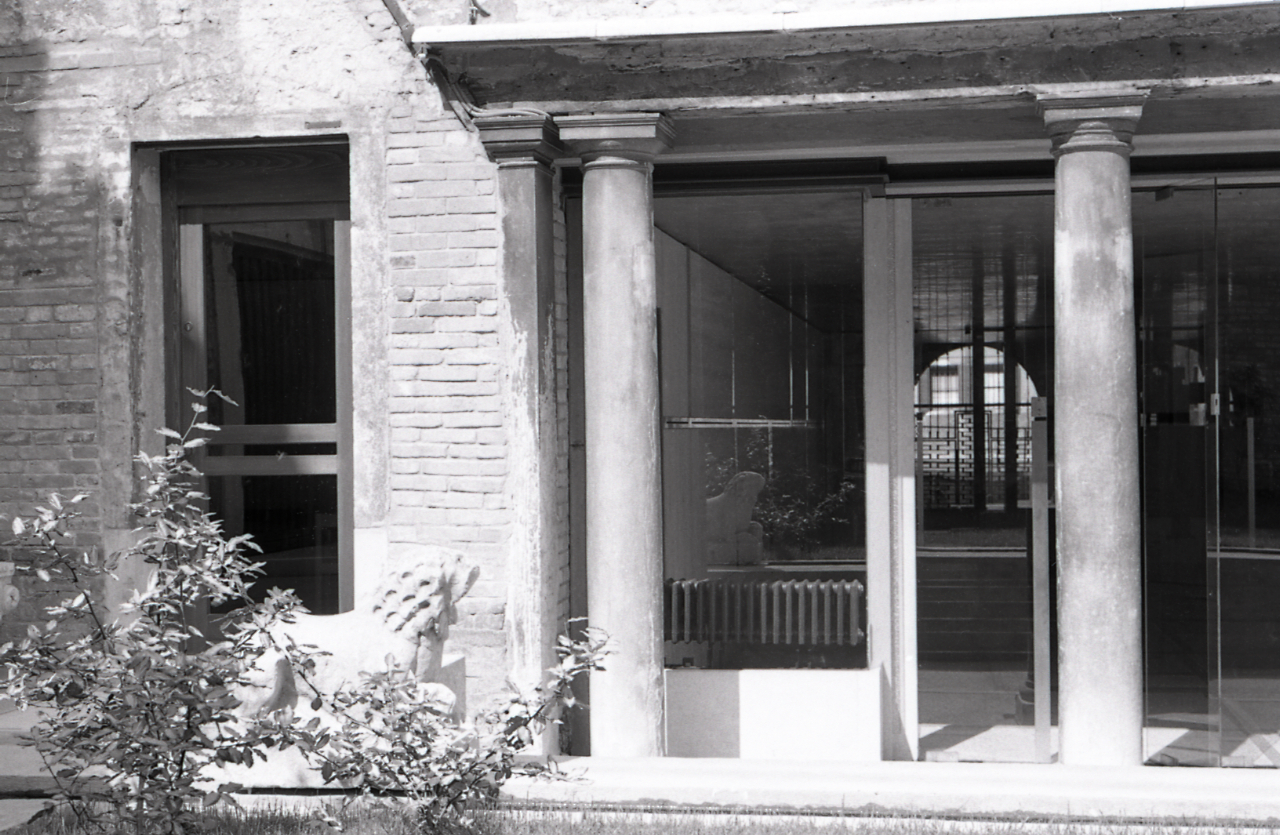
Ingresso
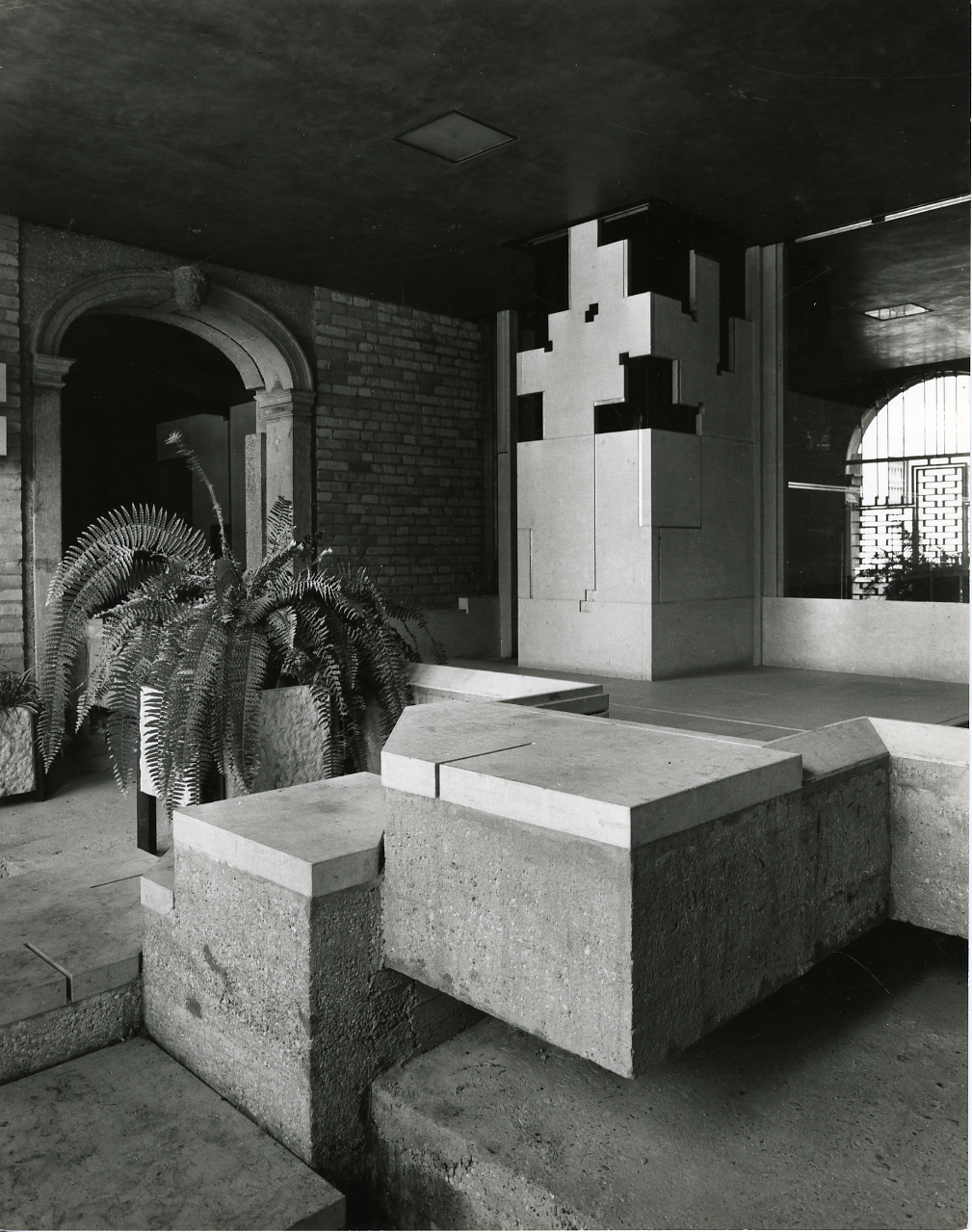
Atrio
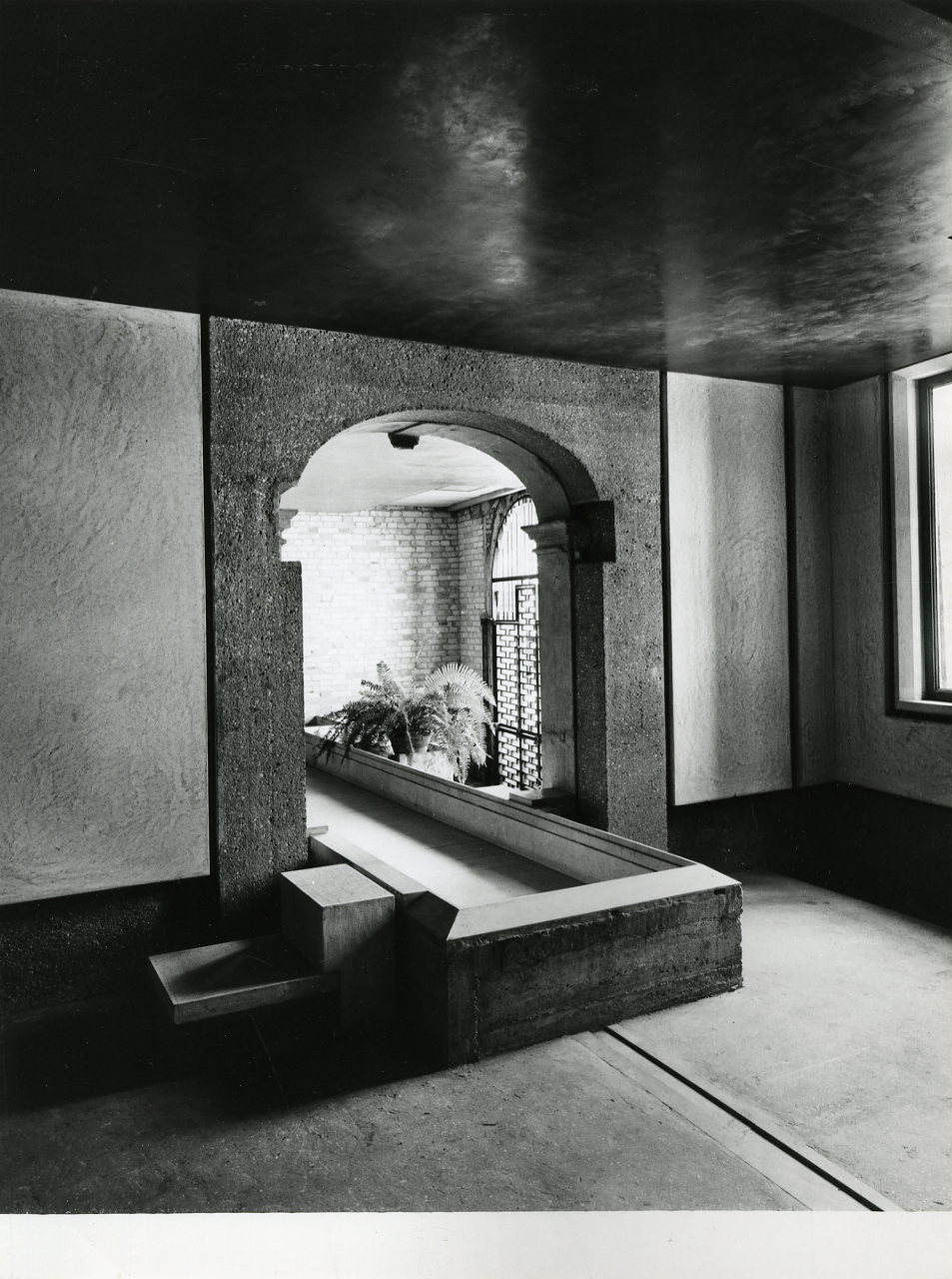
Interni
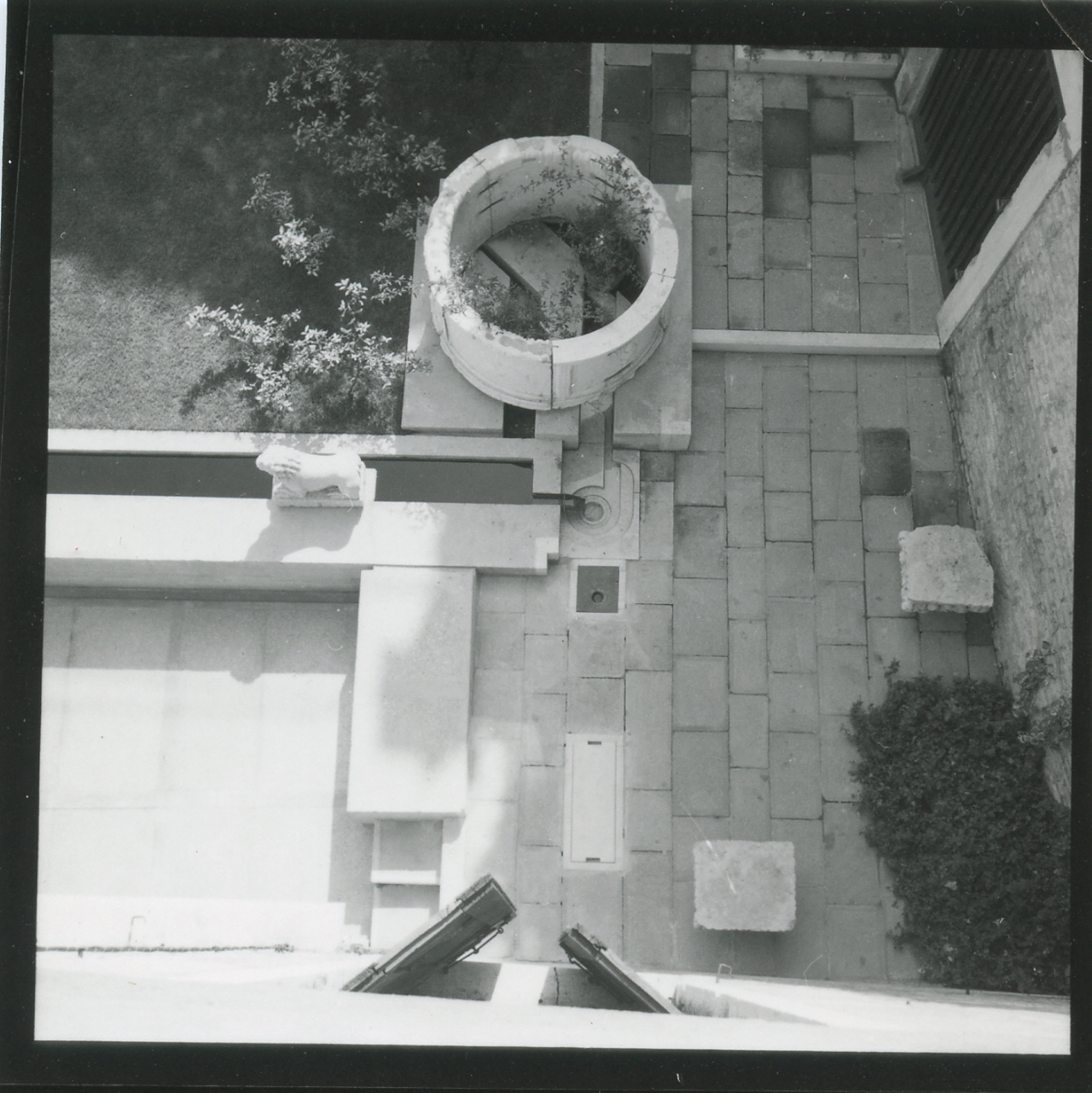
Giardino, vista dall'alto
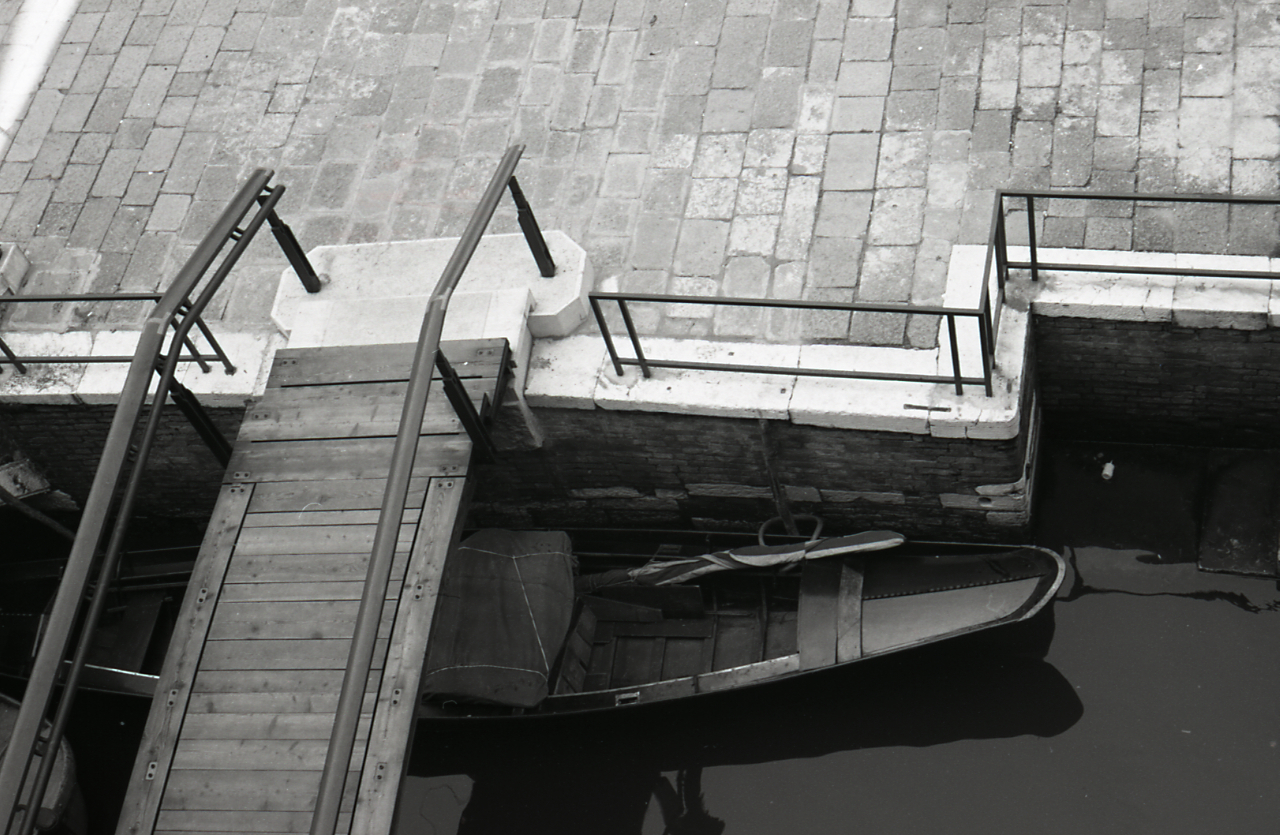
Ponte privato di accesso, dettaglio